# 吟遊詩人ビードルの物語
『吟遊詩人ビードルの物語』（ぎんゆうしじんビードルのものがたり、 The Tales of Beedle the Bard ）は、J・K・ローリングの小説『ハリー・ポッター』シリーズの作中に登場する書物。2008年に実際に発売された。著者はJ・K・ローリング。日本では松岡佑子の翻訳で静山社より発行（ISBN 4915512754）。
原題の「Bard」とは一般に吟遊詩人の意味があるが、とくに古代ケルトの吟唱詩人を指す。吟唱詩にはルーン文字で書かれたものも見られる。

## 出版の経緯
2007年7月に原書の第7巻『ハリー・ポッターと死の秘宝』が発売され、シリーズは完結した。ローリングは第7巻に登場する『ビードルの物語』を文字とイラストも手書きで7冊作り、そのうち4冊は友人・知人にプレゼントした。うち2冊は、英米版それぞれの担当編集者が受け取っている。7冊全てにそれぞれ違う献辞がつき、革装丁でムーンストーンの装飾が施された。
最後の1冊は、ローリングとエマ・ニコルソン男爵夫人が設立した慈善団体チルドレンズ・ハイレベル・グループ (CHLG) の支援に充てるべく、2007年12月13日にサザビーズのオークションにかけられた。当初3万から5万ポンドで落札されると予想されていたが、美術商 Hazlitt, Gooden & Fox の代理のもと、Amazon.com が195万ポンド（約4億5000万円）で落札した。これは現代文学の手書き原稿として、J・K・ローリングの著作として、そして子供向け書籍として最高の落札価格だとサザビーズは述べている。
Amazon.comは他国版を含むAmazonのウェブサイトに、この1冊の写真や内容を含むレビューなどを掲載し、また各国で公開展示を行なった。日本では2008年7月23日から7月27日に伊勢丹新宿店で、同年7月30日から8月3日にジェイアール京都伊勢丹で公開展示が行なわれた。これに先立ち、Amazon.co.jpの『ハリー・ポッターと死の秘宝』を予約した人のなかから抽選で選ばれた20人が、予約特典イベントとしてこの原書の中身を閲覧することができた。
さらにAmazon.comは『ハリー・ポッター』シリーズのイギリス版の出版社Bloomsbury、アメリカ版の出版社Scholasticとともに、『吟遊詩人ビードルの物語』の新版を発売することを決めた。ローリング直筆のイラストはそのままに、さらに解説が加筆されている。Amazon限定版には通常版にはない挿絵も掲載されている。
『ビードルの物語』は2008年12月4日に発売された。出版元は前述の慈善団体：CHLGとし、売り上げは当団体に全額寄付される。英語版だけでなく各国語版も発売され、収益の大半がCHLGに寄付されている。

## 設定
以下では、物語世界における設定を記述する。
イギリス魔法界に古くから伝わる寓話・童話を集めた作品集で、魔法族のあいだではマグル界の『グリム童話』などのようにポピュラーな作品集である。ただし、口伝によって内容には多少のバリエーションがある。この作品集を編纂した吟遊詩人ビードルは15世紀の魔法使いで、ヨークシャー出身である。
魔法界でもっともポピュラーな御伽噺であり、魔法界出身者で知らない者はほとんどいないとされる。一方でマグル出身者や、幼少期をマグルの世界で過ごし、物語に触れる機会がなかったハリー・ポッターやヴォルデモート、ハーマイオニー・グレンジャーは物語の存在すら知らなかった。
ビードルによる原書はルーン文字（Rune）で書かれている。作中では1997年7月31日、アルバス・ダンブルドアが遺した原書をハーマイオニーが手にする。
2008年にハーマイオニーが新たに現代英語に訳すとともに、ダンブルドアがホグワーツ魔法魔術学校に遺贈した書簡のなかから見つかった作品に関する覚え書きを校長ミネルバ・マクゴナガルの許可を得て掲載している。この覚え書きは、1996年初頭に書かれたものと推測される。

## 内容
魔法使いとポンポン跳ぶポット（The Wizard and the Hopping Pot）
あらすじ
ある魔法使いは魔法の鍋（pot）を使ってマグルの悩みを解決し、皆から慕われていた。だがある魔法使いの死後、息子はそのような善行をしなかったため、鍋は奇妙な行動を見せる。
特徴
魔女狩りが激化する15世紀以前、魔法族がマグルとともに生活していた姿が描かれている。17世紀末の国際機密保持法制定にともない、魔法族はマグルから姿を隠すようになり、この物語の「マグル贔屓」の部分は改変されるようになった。

豊かな幸運の泉（The Fountain of Fair Fortune）
あらすじ
豊かな幸運を得られるという泉には年に一度、一番長い日の日中だけ、不幸なもの一人だけがたどり着くことができた。3人の魔女が魔法の園に入るが、その際にマグルの騎士サー・ラックレス（Sir Luckless、「不運」の意）を偶然引き込む。4人は泉を求めて、さまざまな試練を乗り越える。
特徴
『ビードルの物語』のなかでもっとも人気が高く、演劇の題材にも好んで使われる。ただしマグルと魔女の結婚を描いた部分があり、ルシウス・マルフォイのような純血主義者には悪書とみなされている。

毛だらけ心臓の魔法戦士（The Warlock's Hairy Heart）
あらすじ
容姿にも才能にも恵まれた魔法戦士は、「恋」への抵抗力をつけるため闇魔術を用いる。彼は独身を通し、そのことを誇りに思っていたが、使用人たちに憐れまれていることを知ると、裕福で才能ある純血の魔女を娶ろうとする。
特徴
「人間の最も深い神秘」を侵した男が破滅する、教訓的な物語であるがきわめて残酷なストーリーである。男が用いた闇魔術とホークラックスとの類似性が指摘されているという。

バビティ兎ちゃんとペチャクチャ切り株 / ぺちゃくちゃウサちゃんとぺちゃくちゃ切り株（Babbitty Rabbitty and her Cackling Stump）
あらすじ
ペテン師は大魔法使いを自称し、魔力を得ようとするマグルの国王を欺いていた。王は洗濯女のバビティに嘲笑されたのをきっかけに、明日、家臣のまえで魔法を披露すると言い出す。ペテン師はバビティが魔女であることに気付くと協力を約束させる。しかし、ペテン師の嘘が明らかになる瞬間が訪れる。
特徴
一般的な魔法が複数登場し、（魔法族にとって）リアリティのある物語である。とくに、命を魔法によって甦らせることができないことを子供に伝えている。ただし、題材のひとつであるアニメーガスについての描写は正確なものではない。
三人兄弟の物語（The Tale of the Three Brothers）
あらすじ
昔々あるところに、夕暮れ時の曲がりくねった道を旅する三人の兄弟がいた。
やがて兄弟は、とても深く、泳いで渡るには危険な川にたどり着く。兄弟たちは魔法に長けていたので、杖の一振りで川の上に橋を架けることに成功する。その橋を渡ろうとしたところ、途中でマントに身を包んだ人影が道を遮っているのに気づく。それは「死」だった。
「死」は怒っていた。普通の旅人は川で溺れ死ぬのに、彼らは魔法で自分を欺いたからだ。しかし「死」は狡猾だった。「死」は兄弟の魔法を讃えるふりをし、自分から見事逃れたら褒美を与えようと言う。
長男は好戦的だったので、「この世にあるどんな杖よりも強い杖」を望む。「死」は彼に川岸のニワトコの木から作った「杖」を与える。
次男は傲慢なため、「死」にさらに屈辱を与えたいと思い、「死」から「死者を呼び戻す力」を望む。「死」は川辺の石を拾って彼に与え、「この石には死者を蘇らせる力がある」と言う。
三男は謙虚で三人のなかで一番賢かったので、「死」を信用していなかった。そこで彼は、「自分達が『死』から逃れられる物」を望む。「死」はしぶしぶ自分の「マント」を切り取り彼に与える。
「死」は兄弟が旅を続けられるよう道を譲る。兄弟は自分たちが体験した不思議な冒険について語りながら、「死」からの贈り物に感嘆する。
特徴
死は回避できず、受け入れるものだという教訓を伝えている。この物語から「死の秘宝」にまつわる伝承が生じたが、物語にもなんらかの事実が反映されていると考えられている。
兄弟の正体
この物語に登場する兄弟は（『ハリー・ポッター』の世界のなかでは）実在する。「ニワトコの杖」を得た長男はアンチオク・ペベレル（Antioch Peverell）、「蘇りの石」を得た次男はカドマス・ペベレル（Cadmus Peverell）、「透明マント」を得た三男はイグノタス・ペベレル（Ignotus Peverell）である。
ダンブルドアは、この三人兄弟について、実際に「死」に会って秘宝を貰ったのではなく、彼ら自身が秘宝を作り出したのではないかと推測する。
イグノタスはハリー・ポッターの祖先で、またカドマスはヴォルデモートの祖先である。